# Coupe de la Ligue anglaise de football 2008-2009
Navigation
Édition précédente Édition suivante
La Coupe de la Ligue anglaise de football 2008-2009 est la 49e édition de la Coupe de la ligue anglaise de football, connue également sous le nom de Carling Cup. Elle regroupe les 92 meilleurs clubs d'Angleterre.
Le vainqueur de la coupe se qualifie pour le troisième tour de la Ligue Europa 2009-2010 s'il n'est pas déjà qualifié pour une compétition européenne.

## Premier tour
|                                                                            | Équipe à domicile       | Score1 | Équipe à l'extérieur | Spectateurs |
| -------------------------------------------------------------------------- | ----------------------- | ------ | -------------------- | ----------- |
| 1                                                                          | Preston North End       | 2 – 0  | Chesterfield         | 5,150       |
| 2                                                                          | Chester City            | 2 – 5  | Leeds United         | 3,644       |
| 3                                                                          | Leicester City          | 1 – 0  | Stockport County     | 7,386       |
| 4                                                                          | Sheffield United        | 3 – 1  | Port Vale            | 7,694       |
| 5                                                                          | Grimsby Town            | 2 – 0  | Tranmere Rovers      | 1,858       |
| 6                                                                          | Crewe Alexandra         | 2 – 0  | Barnsley             | 2,492       |
| 7                                                                          | Hartlepool United       | 3 – 0  | Scunthorpe United    | 2,076       |
| 8                                                                          | Derby County            | 1 – 1  | Lincoln City         | 10,091      |
| Derby County s’impose 3 – 1 après prolongation                             |                         |        |                      |             |
| 9                                                                          | Notts County            | 0 – 0  | Doncaster Rovers     | 3,272       |
| Notts County s’impose 1 – 0 après prolongation                             |                         |        |                      |             |
| 10                                                                         | Sheffield Wednesday     | 1 – 1  | Rotherham United     | 16,298      |
| 2 – 2 après prolongation – Rotherham United s’impose 5 – 3 aux tirs au but |                         |        |                      |             |
| 11                                                                         | Shrewsbury Town         | 0 – 1  | Carlisle United      | 3,337       |
| 12                                                                         | Wolverhampton Wanderers | 1 – 1  | Accrington Stanley   | 9,424       |
| Wolverhampton Wanderers s’impose 3 – 2 après prolongation                  |                         |        |                      |             |
| 13                                                                         | Bury                    | 0 – 2  | Burnley              | 4,276       |
| 14                                                                         | Rochdale                | 0 – 0  | Oldham Athletic      | 5,786       |
| 0 – 0 après prolongation – Oldham Athletic s’impose 4 – 1 aux tirs au but  |                         |        |                      |             |
| 15                                                                         | Nottingham Forest       | 4 – 0  | Morecambe            | 4,030       |
| 16                                                                         | Huddersfield Town       | 4 – 0  | Bradford City        | 8,932       |
| 17                                                                         | Macclesfield Town       | 2 – 0  | Blackpool            | 1,631       |
| 18                                                                         | Walsall                 | 1 – 2  | Darlington           | 2,702       |

|                                                   | Équipe à domicile      | Score1 | Équipe à l'extérieur | Spectateurs |
| ------------------------------------------------- | ---------------------- | ------ | -------------------- | ----------- |
| 1                                                 | Coventry City          | 3 – 1  | Aldershot Town       | 9,293       |
| 2                                                 | Milton Keynes Dons     | 1 – 0  | Norwich City         | 6,261       |
| 3                                                 | Wycombe Wanderers      | 0 – 4  | Birmingham City      | 2,735       |
| 4                                                 | Brighton & Hove Albion | 4 – 0  | Barnet               | 2,571       |
| 5                                                 | Gillingham             | 0 – 1  | Colchester United    | 2,566       |
| 6                                                 | Southend United        | 0 – 0  | Cheltenham Town      | 2,998       |
| Cheltenham Town s’impose 1 – 0 après prolongation |                        |        |                      |             |
| 7                                                 | Swansea City           | 2 – 0  | Brentford            | 5,366       |
| 8                                                 | Luton Town             | 2 – 0  | Plymouth Argyle      | 2,682       |
| 9                                                 | Exeter City            | 1 – 3  | Southampton          | 6,471       |
| 10                                                | Watford                | 1 – 0  | Bristol Rovers       | 5,574       |
| 11                                                | Bournemouth            | 1 – 2  | Cardiff City         | 3,399       |
| 12                                                | Bristol City           | 2 – 1  | Peterborough United  | 5,684       |
| 13                                                | Charlton Athletic      | 0 – 1  | Yeovil Town          | 6,239       |
| 14                                                | Millwall               | 0 – 1  | Northampton Town     | 3,525       |
| 15                                                | Swindon Town           | 2 – 3  | Queens Park Rangers  | 7,230       |
| 16                                                | Crystal Palace         | 2 – 1  | Hereford United      | 3,094       |
| 17                                                | Dagenham & Redbridge   | 1 – 2  | Reading              | 2,360       |
| 18                                                | Ipswich Town           | 4 – 1  | Leyton Orient        | 10,477      |

## Deuxième tour
|                                                                                  | Équipe à domicile      | Score1 | Équipe à l'extérieur    | Spectateurs |
| -------------------------------------------------------------------------------- | ---------------------- | ------ | ----------------------- | ----------- |
| 1                                                                                | Ipswich Town           | 2 – 1  | Colchester United       | 17,084      |
| 2                                                                                | Coventry City          | 2 – 2  | Newcastle United        | 19,249      |
| Newcastle United s’impose 3 – 2 après prolongation                               |                        |        |                         |             |
| 3                                                                                | Hartlepool United      | 1 – 1  | West Bromwich Albion    | 3,387       |
| Hartlepool United s’impose 3 – 1 après prolongation                              |                        |        |                         |             |
| 4                                                                                | West Ham United        | 1 – 1  | Macclesfield Town       | 10,055      |
| West Ham United s’impose 4 – 1 après prolongation                                |                        |        |                         |             |
| 5                                                                                | Huddersfield Town      | 1 – 2  | Sheffield United        | 15,189      |
| 6                                                                                | Cardiff City           | 2 – 1  | Milton Keynes Dons      | 6,334       |
| 7                                                                                | Swansea City           | 1 – 1  | Hull City               | 8,622       |
| Swansea City s’impose 2 – 1 après prolongation                                   |                        |        |                         |             |
| 8                                                                                | Rotherham United       | 0 – 0  | Wolverhampton Wanderers | 5,404       |
| 0 – 0 après prolongation – Rotherham United s’impose 4 – 3 aux tirs au but       |                        |        |                         |             |
| 9                                                                                | Brighton & Hove Albion | 1 – 1  | Manchester City         | 8,729       |
| 2 – 2 après prolongation – Brighton & Hove Albion s’impose 5 – 3 aux tirs au but |                        |        |                         |             |
| 10                                                                               | Reading                | 5 – 1  | Luton Town              | 7,498       |
| 11                                                                               | Blackburn Rovers       | 4 – 1  | Grimsby Town            | 8,379       |
| 12                                                                               | Wigan Athletic         | 4 – 0  | Notts County            | 4,100       |
| 13                                                                               | Leeds United           | 4 – 0  | Crystal Palace          | 10,765      |
| 14                                                                               | Crewe Alexandra        | 2 – 1  | Bristol City            | 3,227       |
| 15                                                                               | Middlesbrough          | 5 – 1  | Yeovil Town             | 15,651      |
| 16                                                                               | Fulham                 | 3 – 2  | Leicester City          | 7,584       |
| 17                                                                               | Queens Park Rangers    | 4 – 0  | Carlisle United         | 8,021       |
| 18                                                                               | Nottingham Forest      | 1 – 1  | Sunderland              | 9,198       |
| Sunderland s’impose 2 – 1 après prolongation                                     |                        |        |                         |             |
| 19                                                                               | Burnley                | 3 – 0  | Oldham Athletic         | 5,528       |
| 20                                                                               | Southampton            | 2 – 0  | Birmingham City         | 11,331      |
| 21                                                                               | Bolton Wanderers       | 1 – 2  | Northampton Town        | 7,136       |
| 22                                                                               | Watford                | 1 – 1  | Darlington              | 5,236       |
| Watford s’impose 2 – 1 après prolongation                                        |                        |        |                         |             |
| 23                                                                               | Preston North End      | 0 – 1  | Derby County            | 8,037       |
| 24                                                                               | Cheltenham Town        | 2 – 3  | Stoke City              | 3,600       |

1 Score après 90 minutes

## Troisième tour
|                                                                      | Équipe à domicile      | Score1 | Équipe à l'extérieur | Spectateurs |
| -------------------------------------------------------------------- | ---------------------- | ------ | -------------------- | ----------- |
| 1                                                                    | Arsenal                | 6 – 0  | Sheffield United     | 56,632      |
| 2                                                                    | Brighton & Hove Albion | 1 – 4  | Derby County         | 6,625       |
| 3                                                                    | Burnley                | 1 – 0  | Fulham               | 7,119       |
| 4                                                                    | Portsmouth             | 0 – 4  | Chelsea              | 15,339      |
| 5                                                                    | Blackburn Rovers       | 1 – 0  | Everton              | 14,366      |
| 6                                                                    | Rotherham United       | 3 – 1  | Southampton          | 5,147       |
| 7                                                                    | Swansea City           | 1 – 0  | Cardiff City         | 17,411      |
| 8                                                                    | Ipswich Town           | 1 – 4  | Wigan Athletic       | 13,803      |
| 9                                                                    | Stoke City             | 2 – 2  | Reading              | 9,141       |
| 2 – 2 après prolongation – Stoke City s’impose 4 – 3 aux tirs au but |                        |        |                      |             |
| 10                                                                   | Leeds United           | 3 – 2  | Hartlepool United    | 14,599      |
| 11                                                                   | Watford                | 1 – 0  | West Ham United      | 12,914      |
| 12                                                                   | Manchester United      | 3 – 1  | Middlesbrough        | 53,729      |
| 13                                                                   | Liverpool              | 2 – 1  | Crewe Alexandra      | 28,591      |
| 14                                                                   | Aston Villa            | 0 – 1  | Queens Park Rangers  | 21,541      |
| 15                                                                   | Sunderland             | 2 – 2  | Northampton Town     | 21,082      |
| 2 – 2 après prolongation – Sunderland s’impose 4 – 3 aux tirs au but |                        |        |                      |             |
| 16                                                                   | Newcastle United       | 1 – 2  | Tottenham Hotspur    | 20,577      |

1 Score après 90 minutes

## Quatrième tour
|                                                                   | Équipe à domicile | Score1 | Équipe à l'extérieur | Spectateurs |
| ----------------------------------------------------------------- | ----------------- | ------ | -------------------- | ----------- |
| 1                                                                 | Sunderland        | 1 – 2  | Blackburn Rovers     | 18,555      |
| 2                                                                 | Arsenal           | 3 – 0  | Wigan Athletic       | 59,665      |
| 3                                                                 | Chelsea           | 1 – 1  | Burnley              | 41,369      |
| 1 – 1 après prolongation – Burnley s’impose 5 – 4 aux tirs au but |                   |        |                      |             |
| 4                                                                 | Swansea City      | 0 – 1  | Watford              | 9,549       |
| 5                                                                 | Manchester United | 1 – 0  | Queens Park Rangers  | 62,539      |
| 6                                                                 | Stoke City        | 2 – 0  | Rotherham United     | 15,458      |
| 7                                                                 | Derby County      | 2 – 1  | Leeds United         | 18,540      |
| 8                                                                 | Tottenham Hotspur | 4 – 2  | Liverpool            | 33,242      |

1 Score après 90 minutes

## Quarts de finale
| 2 décembre 2008 | Burnley         | 2 – 0 | Arsenal | Turf Moor, Burnley                                           |                                                              |
| 19:45           | McDonald 6e 57e |       |         | Spectateurs : 19 405 Arbitrage : Andre Marriner (Birmingham) | Spectateurs : 19 405 Arbitrage : Andre Marriner (Birmingham) |
| 19:45           | Rapport         |       |         | Spectateurs : 19 405 Arbitrage : Andre Marriner (Birmingham) | Spectateurs : 19 405 Arbitrage : Andre Marriner (Birmingham) |

| 2 décembre 2008 | Stoke City | 0 – 1 | Derby County           | Britannia Stadium, Stoke-on-Trent                       |                                                         |
| 19:45           |            |       | Ellington 90+4e (pen.) | Spectateurs : 22 034 Arbitrage : Rob Styles (Hampshire) | Spectateurs : 22 034 Arbitrage : Rob Styles (Hampshire) |
| 19:45           | Rapport    |       |                        | Spectateurs : 22 034 Arbitrage : Rob Styles (Hampshire) | Spectateurs : 22 034 Arbitrage : Rob Styles (Hampshire) |

| 3 décembre 2008 | Watford     | 1 – 2 | Tottenham Hotspur                    | Vicarage Road, Watford                                     |                                                            |
| 19:45           | Priskin 13e |       | Pavlyuchenko 45+2e (pen.) · Bent 76e | Spectateurs : 16 501 Arbitrage : Phil Dowd (Staffordshire) | Spectateurs : 16 501 Arbitrage : Phil Dowd (Staffordshire) |
| 19:45           | Rapport     |       |                                      | Spectateurs : 16 501 Arbitrage : Phil Dowd (Staffordshire) | Spectateurs : 16 501 Arbitrage : Phil Dowd (Staffordshire) |

| 3 décembre 2008 | Manchester United                         | 5 – 3 | Blackburn Rovers                    | Old Trafford, Manchester                                    |                                                             |
| 20:00           | Tévez 35e 50e (pen.) 54e 90+4e · Nani 40e |       | McCarthy 48e 90+2e · Derbyshire 84e | Spectateurs : 53 997 Arbitrage : Alan Wiley (Staffordshire) | Spectateurs : 53 997 Arbitrage : Alan Wiley (Staffordshire) |
| 20:00           | Rapport                                   |       |                                     | Spectateurs : 53 997 Arbitrage : Alan Wiley (Staffordshire) | Spectateurs : 53 997 Arbitrage : Alan Wiley (Staffordshire) |

## Demi-finales

### Match aller
| 6 janvier 2009 | Tottenham Hotspur                                           | 4 – 1 | Burnley      | White Hart Lane, Londres                                          |                                                                   |
| 20:00          | Dawson 46e · O'Hara 52e · Pavlyuchenko 65e · Duff 68e (csc) |       | Paterson 15e | Spectateurs : 31 377 Arbitrage : Martin Atkinson (West Yorkshire) | Spectateurs : 31 377 Arbitrage : Martin Atkinson (West Yorkshire) |
| 20:00          | Rapport                                                     |       |              | Spectateurs : 31 377 Arbitrage : Martin Atkinson (West Yorkshire) | Spectateurs : 31 377 Arbitrage : Martin Atkinson (West Yorkshire) |

| 7 janvier 2009 | Derby County | 1 – 0 | Manchester United | Pride Park, Derby                                          |                                                            |
| 19:45          | Commons 30e  |       |                   | Spectateurs : 30 194 Arbitrage : Phil Dowd (Staffordshire) | Spectateurs : 30 194 Arbitrage : Phil Dowd (Staffordshire) |
| 19:45          | Rapport      |       |                   | Spectateurs : 30 194 Arbitrage : Phil Dowd (Staffordshire) | Spectateurs : 30 194 Arbitrage : Phil Dowd (Staffordshire) |

### Match retour
| 20 janvier 2009 | Manchester United                                      | 4 – 2 | Derby County            | Old Trafford, Manchester                              |                                                       |
| 20:00           | Nani 16e · O'Shea 22e · Tévez 34e · Ronaldo 87e (pen.) |       | Barnes 79e (pen.) 90+1e | Spectateurs : 73 374 Arbitrage : Mike Dean (Cheshire) | Spectateurs : 73 374 Arbitrage : Mike Dean (Cheshire) |
| 20:00           | Rapport                                                |       |                         | Spectateurs : 73 374 Arbitrage : Mike Dean (Cheshire) | Spectateurs : 73 374 Arbitrage : Mike Dean (Cheshire) |

Manchester United s’impose 4–3 au total
| 21 janvier 2009 | Burnley                                | 3 – 2 (a.p.) | Tottenham Hotspur              | Turf Moor, Burnley                                        |                                                           |
| 19:45           | Blake 33e · McCann 73e · Rodriguez 88e |              | Pavlyuchenko 118e · Defoe 120e | Spectateurs : 19 533 Arbitrage : Mark Halsey (Lancashire) | Spectateurs : 19 533 Arbitrage : Mark Halsey (Lancashire) |
| 19:45           | Rapport                                |              |                                | Spectateurs : 19 533 Arbitrage : Mark Halsey (Lancashire) | Spectateurs : 19 533 Arbitrage : Mark Halsey (Lancashire) |

Tottenham Hotspur s’impose 6–4 au total

## Finale
| 1er mars 2009 | Manchester United                  | 0 – 0 (a.p.)      | Tottenham Hotspur          | Wembley Stadium, Londres                                |                                                         |
| 15:00 GMT     |                                    |                   |                            | Spectateurs : 88 217 Arbitrage : Chris Foy (Merseyside) | Spectateurs : 88 217 Arbitrage : Chris Foy (Merseyside) |
| 15:00 GMT     | Rapport                            |                   |                            | Spectateurs : 88 217 Arbitrage : Chris Foy (Merseyside) | Spectateurs : 88 217 Arbitrage : Chris Foy (Merseyside) |
| 15:00 GMT     | Giggs · Tévez · Ronaldo · Anderson | Tirs au but 4 – 1 | O'Hara · Ćorluka · Bentley | Spectateurs : 88 217 Arbitrage : Chris Foy (Merseyside) | Spectateurs : 88 217 Arbitrage : Chris Foy (Merseyside) |

## Meilleurs buteurs
| Pos | Joueur             | Club                | Buts |
| --- | ------------------ | ------------------- | ---- |
| 1   | Nathan Ellington   | Derby County        | 6    |
| 1   | Roman Pavlyuchenko | Tottenham Hotspur   | 6    |
| 1   | Carlos Tévez       | Manchester United   | 6    |
| 4   | Martin Paterson    | Burnley             | 5    |
| 5   | Jermaine Beckford  | Leeds United        | 4    |
| 5   | James Henry        | Reading             | 4    |
| 5   | Carlos Vela        | Arsenal             | 4    |
| 5   | Emanuel Villa      | Derby County        | 4    |
| 9   | Henri Camara       | Wigan Athletic      | 3    |
| 9   | Matt Derbyshire    | Blackburn Rovers    | 3    |
| 9   | Robert Earnshaw    | Nottingham Forest   | 3    |
| 9   | Emmanuel Ledesma   | Queens Park Rangers | 3    |
| 9   | Nani               | Manchester United   | 3    |
| 9   | Joel Porter        | Hartlepool United   | 3    |